# ラファエル・オーバーヘッド・ウェポン・ステーション

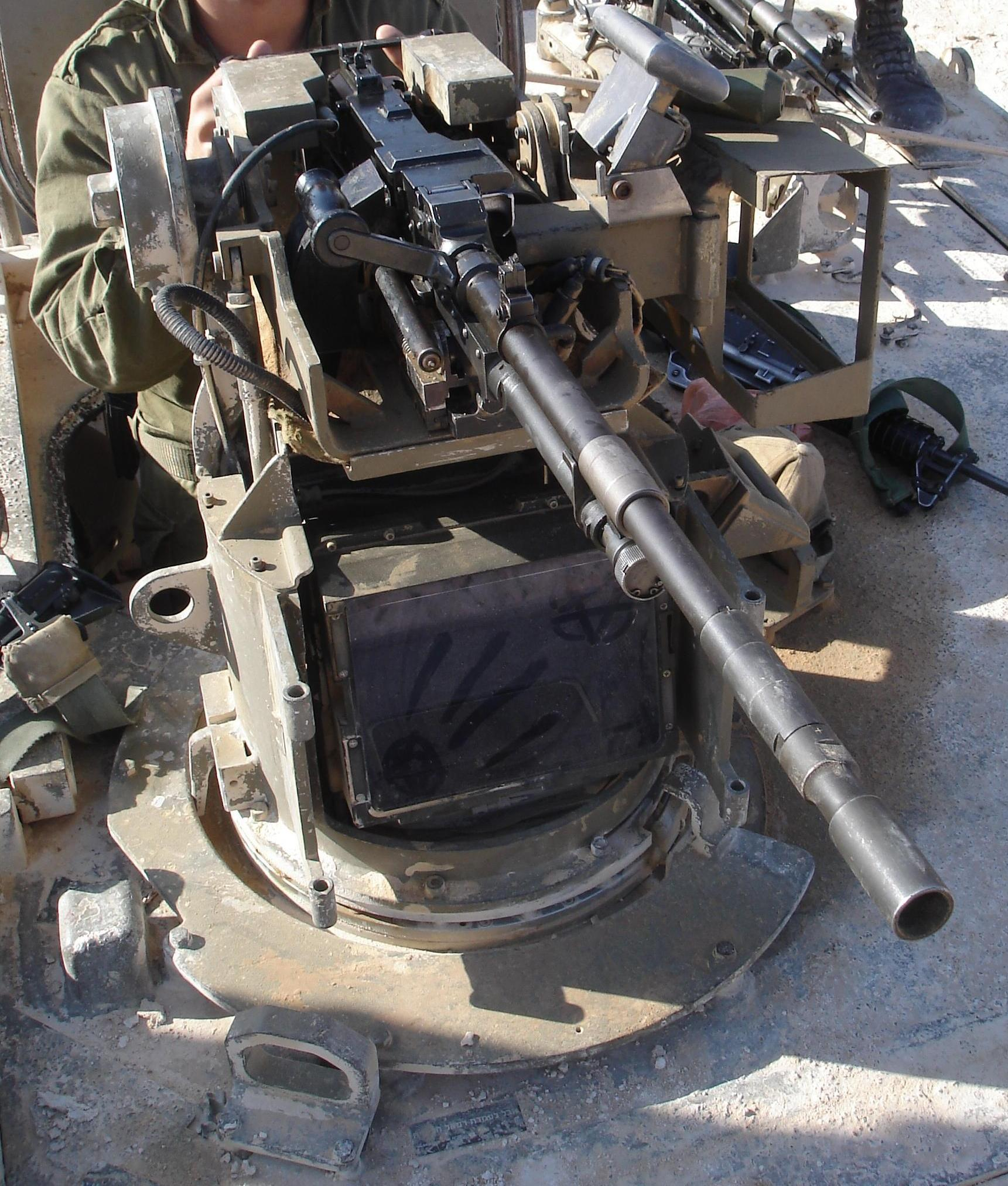
7.62mmFN-MAG機関銃を搭載したRafael OWS

ラファエル・オーバーヘッド・ウェポン・ステーション（Rafael Overhead Weapon Station, Rafael OWS）は、イスラエル国防軍の兵器開発部門であったRAFAEL（現在のラファエル・アドバンスド・ディフェンス・システムズ社）によって開発されたRWS（Remote Weapon Station, 遠隔操作式銃塔）である。

## 概要
ラファエル・オーバーヘッド・ウェポン・ステーションはラファエルによって開発された初期のRWSである。イスラエル国防軍に配備されたアチザリット装甲兵員輸送車、プーマ戦闘工兵車の標準装備として7.62mmFN-MAG汎用機関銃搭載モデルが採用され実戦配備された。
ラファエル社では現在、後継機種にあたるサムソン RCWSが開発・生産されているが、既存のラファエルOWSを全て更新してはおらず、現在でも併行して運用が続けられている。12.7mmM2重機関銃、7.62mmFN-MAG汎用機関銃を搭載可能な基本モデルの他、より大型の25mm機関砲搭載型であるOWS-25、25mm機関砲とスパイク対戦車ミサイルを併せて装備したOWS-25Rのモデルが開発されており、後者は現在もラファエル社のカタログに記載されている現行製品である。

## バリエーション

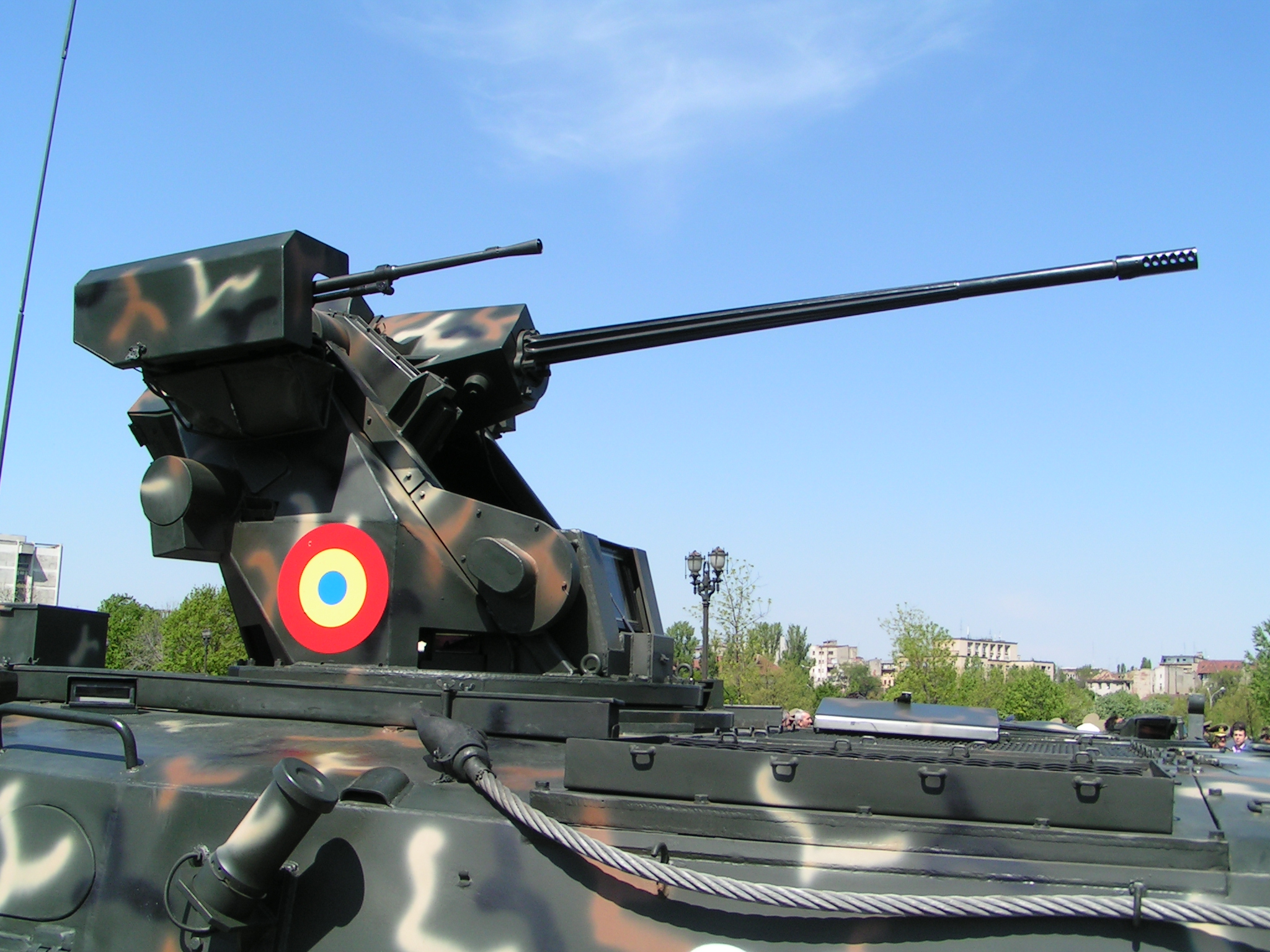
MLI-84歩兵戦闘車に搭載されたOWS-25R

ラファエル OWS
基本モデル。7.62mm汎用機関銃、12.7mm重機関銃搭載用。重量約140～200kg。
ラファエル OWS-25
エリコンKB 25mm機関砲搭載型。
ラファエル OWS-25R
エリコンKB 25mm機関砲、7.62mm同軸機銃に加えて、スパイク対戦車ミサイル、スモークディスチャージャーを装備可能な無人砲塔モジュール。重量1,100kg。

## 採用国
- イスラエル

アチザリット装甲兵員輸送車、プーマ戦闘工兵車に7.62mm機関銃搭載モデルが基本装備として採用されている。
- シンガポール

M113装甲兵員輸送車のシンガポール軍仕様の改良型であるM113 ULTRA IFVに、OWS-25が搭載された機種が存在する。
- ルーマニア

ルーマニア軍で運用されているBMP-1装甲兵員輸送車の改良型、MLI-84歩兵戦闘車にOWS-25Rが搭載されている。
- スロベニア

オーストリア製パンデュールIのライセンス生産型であるLKOV ヴァルクの偵察戦闘車型にOWS-25が搭載されている。